# 库兹河畔圣桑福里安
库兹河畔圣桑福里安（法語：Saint-Symphorien-sur-Couze，法語發音：[sɛ̃ sɛ̃fɔʁjɛ̃ syʁ kuz]）是法国新阿基坦大区上维埃纳省的一个旧市镇，属于贝拉克区。2019年，库兹河畔圣桑福里安与市镇鲁萨克和圣帕尔杜合并为新市镇圣帕尔杜勒拉克。

## 地理
库兹河畔圣桑福里安（46°3'31"N, 1°14'6"E）面积19.99 平方千米，位于法国新阿基坦大区上维埃纳省，该省份为法国中西部省份，北起顺时针与安德尔省、克勒兹省、科雷兹省、多爾多涅省、夏朗德省和维埃纳省接壤。
与库兹河畔圣桑福里安接壤的市镇（或旧市镇、城区）包括：勒比、沙托蓬萨克、孔普雷尼亚克、鲁萨克、圣帕尔杜、图龙。
库兹河畔圣桑福里安的时区为UTC+01:00、UTC+02:00（夏令时）。

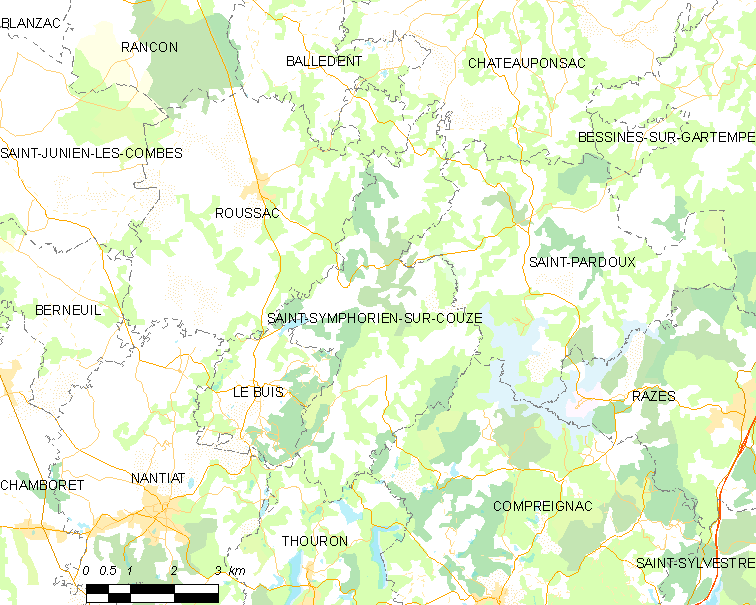
库兹河畔圣桑福里安的OSM定位图

## 行政
库兹河畔圣桑福里安的邮政编码为87140，INSEE市镇编码为87184。

## 政治
库兹河畔圣桑福里安所属的省级选区为贝拉克县。

## 人口

1962-2008年间库兹河畔圣桑福里安人口变化图示

库兹河畔圣桑福里安于2018年1月1日时的人口数量为249人。